# Bayou Gauche
Bayou Gauche é uma Região censo-designada localizada no estado americano de Luisiana, na Paróquia de St. Charles.

## Demografia
Segundo o censo americano de 2000, a sua população era de 1770 habitantes.

## Geografia
De acordo com o United States Census Bureau tem uma área de 
52,3 km², dos quais 45,5 km² cobertos por terra e 6,8 km² cobertos por água.

## Localidades na vizinhança
O diagrama seguinte representa as localidades num raio de 16 km ao redor de Bayou Gauche. 